# 認証ビジネス
認証ビジネス（にんしょうびじねす）とは、認証を取得する過程、もしくはそれに関係する活動において、認証を取得しようとする者から、金品あるいはサービスを得るビジネスである。

## しくみ
認証機関にとって、認証は商品である。
認証機関は、新しい商品を作ることでさらなる利益を得られる
。
認証を受ける必要に迫られる者の集合をマーケットとしている、とも言える。
認証機関そのものの他に、関連する
サービスを提供して対価を得る行為も、認証ビジネスの一つとも言える。
また認証ではないが、催し物の候補地の視察において、主催者や関係者が候補地からサービスを得る行為も、
「開催地の適格性」をある種の認証とみなせば、
認証ビジネスに類するものと言える。

## 地理的分布
分布としては、欧州に大きな認証機関（例、SGS）が多数存在する。
これについて、例えばISOというものは国境を超える活動のルール・基準として、アングロサクソンが作ったのだという見方がある。

## 日本の事情
例えばISO関連について、取得の強要や高額な取得費用、周辺で利潤を得ようとする者などの問題があると言われている。